# Emmanuel Looten
Emmanuel Looten (Sint-Winoksbergen, 6 november 1908 - aldaar, 30 juni 1974) was een Frans-Vlaamse dichter, dramaturg en literatuur- en kunstcriticus.

## Levensloop en werk
Emmanuel Looten stamde uit een bekende Vlaamsgezinde familie. Hij was een neef van de priester en hoogleraar Camille Looten (Noordpene, 16 oktober 1855 - Rijsel, 27 november 1941), promotor van het Vlaamse cultuurgoed in Frans-Vlaanderen. Zelf dreef hij samen met zijn broer Charles een groothandel in ijzerwaren.
Looten is bekend geworden als een vitalistisch 20e-eeuws Frans-Vlaams dichter. Op 31-jarige leeftijd publiceerde hij zijn eerste dichtbundel, À cloche-rêve (1939), die de aanzet vormde tot een belangwekkende poëtische bedrijvigheid. Er zouden nog een tachtigtal werken volgen, waaronder ook toneelstukken, maar vooral dichtbundels, alles gekenmerkt door een sterke binding met de "Vlaamse aard" en zijn geboortegrond Vlaanderen.
Zijn geliefkoosde onderwerpen waren het Vlaamse landschap, de torens, de molens en de steden van Vlaanderen, of ook zijn mythische en historische figuren. De lezer moet zich niet laten verwarren door het Frans, de taal waarin hij schreef, overigens op heel eigen en kenmerkende wijze, om de geest van Lootens werk over het hoofd te zien, die in al zijn gedichten ontegensprekelijk "Vlaams" was.
Van zijn hand verschenen bovendien talrijke kritieken over kunst en letterkunde. Lootens gaf ook voordrachten in onder meer Parijs, Brussel en Antwerpen en onderhield nauwe betrekkingen met een schare aan (andere) Vlaamse kunstenaars en intellectuelen.
Werk van Emmanuel Looten werd vertaald in onder meer het Nederlands, Italiaans en het Japans.